# 科尔内尔·佩努
科尔内尔·佩努（羅馬尼亞語：Cornel Penu，1946年6月16日—），罗马尼亚男子手球运动员。他曾代表罗马尼亚国家队参加1972年和1976年夏季奥林匹克运动会手球比赛，获得一枚银牌和一枚铜牌。